# 波夫莱特
波夫莱特，是西班牙卡斯蒂利亚-拉曼恰雷阿尔城省的一个市镇。 总面积28平方公里，总人口836人（2001年），人口密度30人/平方公里。